# Dolno Ablanovo, Ruse
Dolno Ablanovo (în bulgară Долно Абланово) este un sat în comuna Ruse, regiunea Ruse,  Bulgaria. 

## Demografie
Componența etnică a satului Dolno Ablanovo
     Bulgari (95,06%)
     Nicio identificare (4,93%)
     Altele (0%)
La recensământul din 2011, populația satului Dolno Ablanovo era de 223 locuitori. Din punct de vedere etnic, majoritatea locuitorilor (95,06%) erau bulgari. Pentru 4,93% din locuitori nu este cunoscută apartenența etnică.